# Kärrkvastmossa
Kärrkvastmossa (Dicranum bonjeanii) är en bladmossart som beskrevs av De Notaris in Lisa 1837. Kärrkvastmossa ingår i släktet kvastmossor, och familjen Dicranaceae. Arten är reproducerande i Sverige. Inga underarter finns listade i Catalogue of Life.